# 白井美帆
白井 みほ（しらい みほ)1984年7月27日 - ）は、愛知県名古屋市を中心として活動する女性ファッションモデル、タレント

## 来歴
愛知県名古屋市に出生[1]。東邦高校卒業。同じくモデルの兄が二人いる。子役時代を得てモデル事務所シスターマネージメントへ移籍。のちに自身で立ち上げた株式会社Seven-Promotionの代表取締役となった。現在は「中部キッズコレクション」［1］「ファッショニスタナゴヤ」等のファッションショーも手掛けている。

## 出演

### テレビ
- ゴゴスマ（CBC・TBS）
- 来る来るミラクル（CBC）
- サタあはっ!（メ〜テレ）
- ぶらんど!（テレビ愛知）
- INFINIT TV
- キュン!（東海テレビ） - レギュラー出演
- staition！(岐阜放送)
- 北勢情報トライフル！（CTY・CNS）-レギュラー出演

### 雑誌
- ゼクシィ
- Ray
- FLASH(光文社）
- 週刊現代
- 東京ウォーカー（角川書店）
- B&L（表紙）
- Rise（表紙）
- 月刊Cheek（流行発信社）
- chaoo（表紙）
- date-bon（表紙）
- フェイシャルアイトリックス(単行本)
- 女性自身(光文社）

### スチール・WEB
- 資生堂
- ホテル阪急エキスポパーク（イメージモデル）
- ニッセン
- FLASH（光文社）
- @idoll（双葉社、週刊現代の特別刊）
- NTTdocomo
- ゼクシィ
- ゆめタウン
- 鈴鹿平安閣
- Cotswolds（イメージモデル）
- セシール
- 三重平安閣
- レイフィールド
- Navis2011年イメージモデル
- 名鉄カルチャースクール

### TVCM
- ティセラ
- ヒマラヤ
- 浅田飴「五つの味編」
- ノード・ダモーレ
- ロッテ「AQUO」
- 三ツ矢サイダー

### その他
- 東京オートサロン「ベストカーBCガール」（2014年1月、幕張メッセ）
- NTTdocomo　2013夏モデル新商品発表会
- 鈴鹿８耐 2016年　コカコーラゼロＭＣ
- マレーシア政府観光局イベント ＭＣ
- とよた交通安全×防災フェスタ　MC
- ウィングヒルズ白鳥 ゲレンデDJ